# 圣格雷戈里奥-达萨索拉
圣格雷戈里奥-达萨索拉（義大利語：San Gregorio da Sassola），是意大利拉齐奥大区罗马首都广域市的一个市镇。总面积35.25平方公里，人口1554人，人口密度44.1人/平方公里（2009年）。ISTAT代码为058095。